# 杉山尚
杉山 尚（すぎやま たかし、1915年3月21日 - 2004年4月20日）は、日本の内科学者。専門は温泉医学、リハビリテーション、消化器病学。医学博士

## 経歴
宮城県仙台市生まれ。 1939年、東北帝国大学医学部卒業後、同医学部内科教室（教授　黒川利雄）に入局。医学博士（東北大学）、論文「各種胃疾患の胃曲線に関する研究」。1948年、同内科助教授。1955年、東北大学医学部附属温泉医学研究実験所教授・附属鳴子分院院長。日本温泉物理医学会、日本温泉科学会、日本リウマチ学会、宮城県温泉審議会、日本リハビリテーション医学会などの会長を歴任。1987年、勲三等旭日中綬章受章。2004年（平成16年）逝去、享年89。

## 著書
- 「温泉医学」（現代内科学大系）中山書店(1959)
- 「関節外リウマチ」（現代内科学大系）中山書店(1960)
- 「肝臓と温泉」文理図書出版(1960)
- 「いい湯だなぁ―湯治の効果」宝文堂出版 (1985)
- 「目で見るヨーロッパの温泉地―我国の保養温泉地構想のモデルとして」宝文堂出版 (1985)

## 参考資料
- 杉山尚教授退官記念　東北大学温研・鳴子分院　業績集;東北大学医学部温泉医学研究施設・東北大学医学部附属病院鳴子分院・東北大学温研・鳴子分院同窓会(1978)
- 「艮陵同窓会百二十年史」東北大学医学部艮陵同窓会(1998)